# 白溝河
白沟河，位于中华人民共和国河北省中部，是大清河北支主要行洪河道。白沟河北起涿州市刁窝镇小柳村东北由北拒马河与小清河相汇而成，蜿蜒向南，成为涿州市与固安县之间的界河，于高碑店市辛立庄镇东双铺头村进入高碑店市，纵贯高碑店市中部地区，最后在高碑店市南部白沟镇（白沟新城）以西与南拒马河汇合，组成大清河干流。河长53千米。白沟河上游支流繁多，源短流急，峰高量大，历史上经常发生堤防决口、漫溢，致使河槽改道。